# Arquímedes Herrera

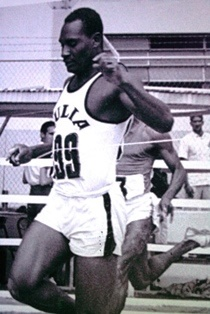
Arquímedes Herrera

Arquímedes Herrera (* 8. August 1935 in Bobures; † 30. Mai 2013 in Maracaibo) war ein venezolanischer Leichtathlet, der 1964 mit der 4-mal-100-Meter-Staffel im Olympischen Endlauf stand.
Herrera wurde 1961 Südamerikameister im 100-Meter-Lauf und Zweiter im 200-Meter-Lauf. 1962 bei den Mittelamerika- und Karibikspielen belegte Herrera über 100 Meter den dritten Platz, gewann über 200 Meter Silber hinter Rafael Romero und siegte zusammen mit Romero in der 4-mal-100-Meter-Staffel. 1963 siegte Herrera bei den Südamerikameisterschaften über 100 Meter in 10,2 Sekunden und über 200 Meter in 20,9 Sekunden. Bei den Panamerikanischen Spielen 1963 gewann Herrera über 100 Meter Silber hinter dem Kubaner Enrique Figuerola. Über 200 Meter kamen drei Läufer zeitgleich in 21,23 Sekunden ins Ziel. Herrera erhielt Bronze hinter Rafael Romero und Ollan Cassell. Mit der Sprintstaffel gewannen die Venezolaner Silber hinter der US-Staffel.
Bei den Olympischen Spielen 1964 in Tokio lief Herrera über 100 Meter und über 200 Meter jeweils bis ins Halbfinale. Mit der Sprintstaffel in der Besetzung Arquímedes Herrera, Lloyd Murad, Rafael Romero und Hortensio Fucil erreichte er das Finale und lief in 39,54 Sekunden auf Platz 6.
Bei einer Körpergröße von 1,78 m betrug sein Wettkampfgewicht 76 kg.